# Ljutiza-Nunatak
Der Ljutiza-Nunatak (bulgarisch нунатак Лютица nunatak Ljutiza) ist ein felsiger und 430 m hoher Nunatak auf Greenwich Island im Archipel der Südlichen Shetlandinseln. Er ragt 1,9 km westsüdwestlich des Ilarion Ridge, 2,5 km östlich bis nördlich des Momchil Peak und 1,1 km nördlich des Vratsa Peak aus der Eiskappe der Breznik Heights auf. Der Mussala-Gletscher liegt nördlich, östlich und südlich von ihm.
Bulgarische Wissenschaftler kartierten ihn im Zuge der Vermessung der Tangra Mountains zwischen 2004 und 2005. Die bulgarische Kommission für Antarktische Geographische Namen benannte ihn 2006 nach der mittelalterlichen Festung Ljutiza in den östlichen Rhodopen in Bulgarien.